# Blohm & Voss Ha 139
Blohm & Voss Ha 139 byl německý čtyřmotorový jednoplošný dálkový dopravní a námořní průzkumný plovákový letoun z třicátých let 20. století. Jeho vývoj byl zahájen na objednávku společnosti Deutsche Lufthansa, která požadovala transoceánský poštovní plovákový letoun s minimálním doletem 5000 při rychlosti 250 km/h.

## Vývoj

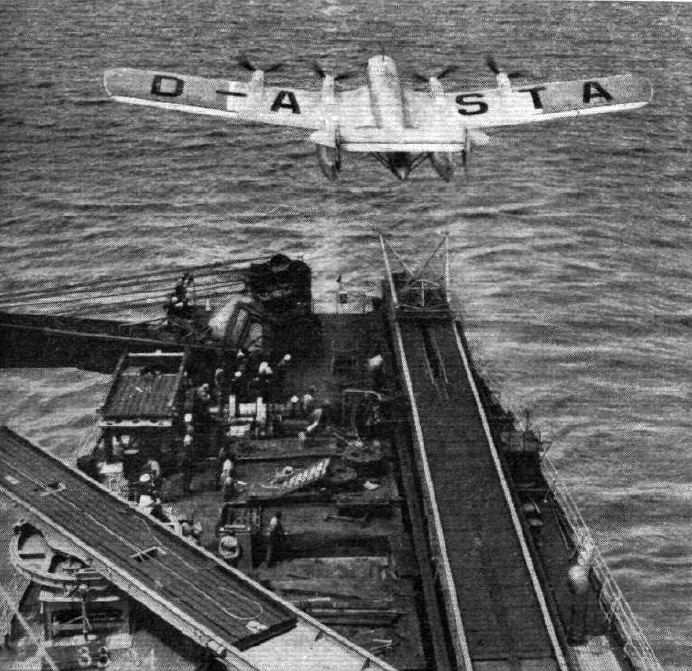
Ha 139 B "Nordstern" vzlétá z lodi Friesenland, 1938

První prototyp Ha 139 V1 (Werk-Nr.181, imatrikulace D-AMIE) byl zalétán na podzim 1936. Lufthansa stroj převzala v březnu 1937 pod označením Ha 139 A („Nordmeer“).
V červnu roku 1937 převzala Lufthansa druhý vyrobený Ha 139 V2 (Werk-Nr.182, D-AJEY) pod označením Ha 139 A „Nordwind“. Oba prototypy verze A byly poháněny vznětovými motory Junkers Jumo 205C o výkonu 441 kW, které roztáčely třílisté stavitelné vrtule Junkers-Hamilton.
Od 13. srpna do konce listopadu 1937 sloužily oba letouny k transatlantickým letům mezi přístavem Horta na Azorách a New Yorkem. Operovaly z lodí Friesenland a Schwabenland.
Na jaře 1938 byl dokončen třetí prototyp Ha 139 V3 (Werk-Nr.217, D-ASTA), který DLH převzala jako Ha 139 B („Nordstern“). Letoun se od svých předchůdců odlišoval většími rozměry, hmotností a překonstruovanými motorovými gondolami. Mezi 21. červnem a 19. říjnem 1938 uskutečnil několik letů mezi Hortou a New Yorkem. Do začátku druhé světové války operovaly Ha 139 nad jižním Atlantikem mezi Afrikou a Jižní Amerikou.

## Bojové užití
Po vypuknutí druhé světové války byl Ha 139 V3 ve Wenzendorfu přestavěn na námořní průzkumný letoun velkého doletu.[zdroj⁠?!] Příď stroje dostala prosklení a byla vybavena otočnou lafetou typu Ikaria s jedním kulometem MG 15 ráže 7,9 mm. Stejná zbraň byla navíc instalována v zatahovacím střelišti na hřbetě trupu. Další dvě střelecká stanoviště s MG 15 se nacházela po bocích trupu. Takto upravený letoun dostal označení Ha 139 B/Umbau. První let provedla osádka Oberleutnant Graf Schack a Flügkapitän Schuster 19. ledna 1940 z katapultu lodi Friesenland. Po ukončení zkoušek byl stroj předán Luftwaffe k jednotce 1./Küstenfliegergruppe 406, vybavené letouny Dornier Do 18. Společně se dvěma Ha 139 A operoval během norského tažení. Službu v Luftwaffe ukončily Ha 139 A v roce 1942 pro nedostatek náhradních dílů. Ha 139 B/Umbau byl ještě přestavěn na verzi Ha 139 B/MS vybavenou kovovým rámem sloužícím jako elektromagnet na ničení námořních min. Bojově však nasazen nebyl.

## Specifikace

### Technické údaje
- Osádka + cestující: 5
- Rozpětí: 29,5 m
- Délka: 19,65 m
- Výška: 4,8 m
- Hmotnost prázdného stroje: 10 340 kg
- Vzletová hmotnost: 18 850 kg/
- Pohonná jednotka: 4 × šestiválcový vznětový motor Jumo 205C
  - Výkon motoru: 600 k (441 kW)

### Výkony
- Maximální rychlost: 325 km/h
- Dostup 5000 m
- Dolet: 4560 km

### Výzbroj
- 4 × kulomet MG 15 ráže 7,9 mm